# Kaimnitz
Kaimnitz ist ein Ortsteil der Gemeinde Nobitz im Landkreis Altenburger Land in Thüringen.

## Lage
Der landwirtschaftlich geprägte Weiler befindet sich am rechten Hang der Blauen Flut westlich der Bundesstraße 7 und ist wie eine Festung mit einer hohen Gartenmauer umgeben. Kaimnitz befindet sich ungefähr 5 km südwestlich von Altenburg. Angrenzende Orte sind neben dem 500 m entfernten Burkersdorf, auf dessen Gemarkung Kaimnitz liegt, Kürbitz im Norden als Ortsteil von Altenburg und Jauern im Westen als Ortsteil von Schmölln.

## Geschichte
Die urkundliche Ersterwähnung ist zwischen 1181 und 1214 im Zehntenregister des Klosters Bosau erfolgt. Im Jahr 1580 wohnten im Weiler 33 Personen, 300 Jahre später 41. Heute besteht der Ort, wie bereits 1732 und 1880 bezeugt, noch aus vier Anwesen. Um 1573 wurde noch „Keymnitz mit Burkersdorf“ geschrieben. Später wurde der Ort zu Burkersdorf gerechnet.
Kaimnitz gehörte zum wettinischen Amt Altenburg, welches ab dem 16. Jahrhundert aufgrund mehrerer Teilungen im Lauf seines Bestehens unter der Hoheit folgender Ernestinischer Herzogtümer stand: Herzogtum Sachsen (1554 bis 1572), Herzogtum Sachsen-Weimar (1572 bis 1603), Herzogtum Sachsen-Altenburg (1603 bis 1672), Herzogtum Sachsen-Gotha-Altenburg (1672 bis 1826). Bei der Neuordnung der Ernestinischen Herzogtümer im Jahr 1826 kam der Ort wiederum zum Herzogtum Sachsen-Altenburg.
Nach der Verwaltungsreform im Herzogtum gehörte er bezüglich der Verwaltung zum Ostkreis (bis 1900) bzw. zum Landratsamt Altenburg (ab 1900). Das Dorf gehörte ab 1918 zum Freistaat Sachsen-Altenburg, der 1920 im Land Thüringen aufging. 1922 kam es zum Landkreis Altenburg.
Bei der zweiten Kreisreform in der DDR wurden 1952 die bestehenden Länder aufgelöst und die Landkreise neu zugeschnitten. Somit kam Kaimnitz als Ortsteil von Burkersdorf mit dem Kreis Altenburg an den Bezirk Leipzig, der seit 1990 als Landkreis Altenburg zu Thüringen gehörte und 1994 im Landkreis Altenburger Land aufging. Durch Eingemeindung der Gemeinde Burkersdorf mit ihren Ortsteilen kam Kaimnitz am 1. Januar 1973 zur Gemeinde Lehndorf. Mit dem Aufgehen der Gemeinde Lehndorf in der Einheitsgemeinde Saara wurde Kaimnitz am 1. Januar 1996 ein Ortsteil dieser Gemeinde, bis diese wiederum am 31. Dezember 2012 zu Nobitz kam.

## Ortsbild
Der um 1820 vergrößerte Vierseithof mit der Hausnummer 2, der 1980 in die Denkmalliste des Kreises Altenburg aufgenommen wurde, besteht lediglich noch aus dem 1820 erbauten Wohnhaus. Die 1824 und 1825 erbauten Kuh- und Schweinestallsgebäude sowie die 1830 errichtete Scheune wurden abgerissen.
In der Mitte des Ortes wurde ein Teich im Jahre 1997 renaturiert.
Die Scheune des Vierseithofes Nummer 1 brannte in den Jahren 1838, 1882 und 2006 dreimal ab.